# Semovente da 75/34

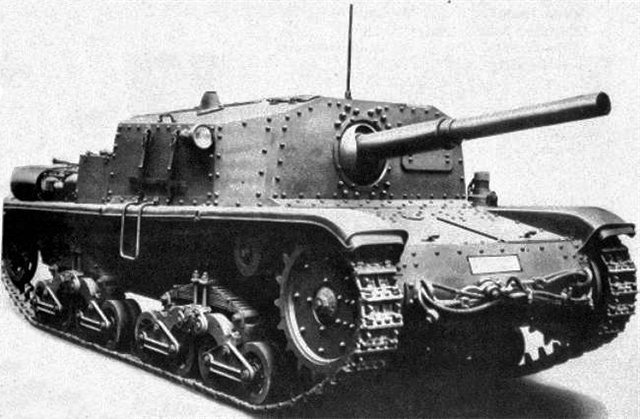

Semovente da 75/34 — итальянская самоходная артиллерийская установка (САУ) периода Второй мировой войны класса штурмовых орудий, лёгкая по массе. За время серийного производства в 1942—1944 годах выпущено 165 единиц, причём 103 машины было изготовлено после капитуляции Италии по заказу немецкой оккупационной администрации со второй половины 1943 года.

## История создания и развития
Стимулом к разработке этой модели САУ стало стремление повысить противотанковые возможности предыдущей модели. Semovente da 75/18 была эффективным средством против вражеской бронетехники только при наличии кумулятивных снарядов, их относительно низкая скорость (т. е. малая настильность траектории и как следствие небольшая дистанция прямого выстрела) затрудняла ведение огня по малоразмерным и движущимся целям. Semovente da 75/34 создана в 1942 году на базе лёгкого (среднего по национальной классификации) танка M14/41 как дальнейшее развитие хорошо зарекомендовавшей себя в боях САУ Semovente da 75/18. С 1943 года базой САУ стал танк M15/42. Бронебойный снаряд 75-мм пушки с длиной ствола 34 калибра (отсюда индекс 75/34 в названии САУ) имел дульную скорость около 620 м/с и его пробивная способность была сравнима с боеприпасами советской танковой пушки Ф-34 или орудия американского «Шермана» выпуска 1942 года. При необходимости Semovente da 75/34 могла вести огонь и кумулятивными снарядами. Всего был выдан заказ на 200 машин, однако произведено меньше. 
В 1942 году на основе шасси scafo Fiat-Ansaldo M43 была построена машина с пушкой 75/34. В 1944—45 годах уже под немецким контролем этими пушками были вооружены 23 таких САУ. 
|       | Италия | Италия | Германия | Германия | Германия |       |
| Шасси | 1942   | 1943   | 1943     | 1944     | 1945     | Всего |
| ----- | ------ | ------ | -------- | -------- | -------- | ----- |
| М42   | 1      | 60     | 30       | 50       |          | 141   |
| М43   |        | 1      |          | 10       | 13       | 24    |
| Всего | 1      | 61     | 30       | 60       | 13       | 165   |

## Боевое применение
На вооружение Semovente da 75/34 была принята 29 апреля 1943 года, когда сражения в Северной Африке и на Восточном фронте для итальянцев практически завершились. САУ этой модели использовались Итальянской Королевской армией при обороне Рима, а после капитуляции Италии пытались оказать сопротивление немецким войскам, оккупировавшим северную часть страны. 36 самоходок были конфискованы немцами и вместе с 80-ю вновь построенными после капитуляции машинами использовались Вермахтом в Италии и на Балканах под обозначением StuG M42 mit 75/34 851(i).